# Motorkavaljerer
Motorkavaljerer är en svensk film från 1950 i regi av Elof Ahrle.
Filmens manus skrevs av Gerd Marcusson (hennes enda manus). Sune Waldimir komponerade musiken, Hilding Bladh fotade och Lennart Wallén klippte. Filmen hade premiär den 13 mars 1950 på flera biografer runt om i Sverige. Den var 74 minuter lång och tillåten från 15 år.
Motorkavaljerer spelades in mellan september och november 1949, med kompletteringar gjorda i februari 1950. Inspelningstitlar var Racerbanans kavaljerer och Racerkavaljerer. Inspelningarna gjordes i Sandrewateljéerna i Stockholm, på Ekerö, Skarpnäcks flygfält, Trollbäcken i Tyresö, sjön Flaten samt Årjängs travbana.

## Handling
Handlingen kretsar kring Blåsjöloppet, en tävling för motorcyklar.

## Rollista
- Åke Söderblom – Åke Svärd
- Viveca Serlachius	– Maj
- Elof Ahrle – Pelle Greiberg
- Gunilla Klosterborg – Gun Wall
- Sten Gester – Olle Eggert
- Sigge Fürst – radiospeaker
- Rut Holm – Augusta Klang
- Alf Östlund – Jonas Kvist
- Stig Järrel – major Eggert
- Olav Riégo – Wall
- Sven-Axel "Akke" Carlsson	– Moje
- Gabriel Rosén – Baxter
- Carl-Olof Alm – Nisse Grön
- Alexander von Baumgarten – Gorillan
- Hanny Schedin – fru Pettersson
- Emmy Albiin – mor Johanna
- Carl-Gustaf Lindstedt – representant för skjortfirman
- Curt "Minimal" Åström – representant för mössfirman
- Charlie Almlöf – fotograf
- Anders Andelius – Motor-Kalle
- John Melin – åskådare
- Harriet Andersson	– servitris
- Georg Skarstedt – en man
- Albin Erlandzon – passagerare i taxi
- Siegfried Fischer	– taxichaufför
- Wiktor "Kulörten" Andersson – trädgårdsmästare
- Karl-Erik Forsgårdh – radiopolis
- Katarina Taikon – badflicka
- Rose-Marie Taikon – badflicka
- Gunilla Pontén – badflicka
- Märta Mannerstedt – badflicka
- Berit Edgren – badflicka
- Ursula Linsert – badflicka
- Wando Stenfelt – badflicka
- Marion Stenfelt – badflicka
- Bertil Karlsson – tävlingsförare
- Ingvar "Pepparroten" Nilsson – tävlingsförare
- Bertil "Getingen" Andersson – tävlingsförare
- Olle "Varg-Olle" Nygren – tävlingsförare

## Mottagande
Filmen mottog dåliga recensioner när den kom ut. Åke Söderbloms skådespelarinsatser framhölls dock som något positivt.

## DVD
Motorkavaljerer gavs ut på DVD 2009.

### Fotnoter
1. 1 2 3 4 5  ”Motorkavaljerer”. Svensk Filmdatabas. http://sfi.se/sv/svensk-filmdatabas/Item/?itemid=4320&type=MOVIE&iv=Basic&ref=/templates/SwedishFilmSearchResult.aspx?id%3d1225%26epslanguage%3dsv%26searchword%3dmotorkavaljerer%26type%3dMovieTitle%26match%3dBegin%26page%3d1%26prom%3dFalse. Läst 14 februari 2013.